# Elecciones presidenciales de Ecuador de 2025
Las elecciones presidenciales de Ecuador de 2025 se realizaron el 9 de febrero (primera vuelta) y el 13 de abril (segunda vuelta) para elegir al presidente constitucional y vicepresidente constitucional de la República del Ecuador para el período 2025-2029. A la par de la primera vuelta se realizaron las elecciones legislativas en que se eligieron a los representantes al Parlamento Andino y los Asambleístas para el mismo período.
Estos comicios estuvo marcado por las continuas irregularidades del presidente y candidato a la reelección, Daniel Noboa, tanto en su campaña electoral como en el ejercicio del poder, debido a que se negó a ceder el poder a la vicepresidenta, Verónica Abad, por la ruptura política entre ambos. Por lo que Noboa combinó sus actividades como primer mandatario con su campaña a la reelección, encargando el poder a su secretaria, Cynthia Gellibert, lo cual fue declarado inconstitucional por la Corte Constitucional del Ecuador.
Debido a que ningún binomio logró ser elegido en primera vuelta, el 13 de abril se realizó un balotaje entre los dos candidatos más votados en la primera vuelta: Luisa González, de la alianza entre el Movimiento Revolución Ciudadana y el Movimiento RETO; y Daniel Noboa, del Movimiento Acción Democrática Nacional. En dicho balotaje, Noboa fue reelecto, con 55.63% de los votos.

## Antecedentes
El proceso preelectoral y de preparación para las elecciones inició a finales del 2023, etapa en la cual el Consejo Nacional Electoral estudia y realiza el presupuesto para los comicios, determina los montos, costos y requisitos de los candidatos, determinación de los partidos habilitados para participar y establecer las fechas de las elecciones.

### Persecución política a la vicepresidenta
El lunes 3 de febrero de 2020, se publicó en el Registro Oficial una ley reformatoria al Código de la Democracia, que, en lo principal, impone una licencia obligatoria para candidatos que postulan a la reelección en el mismo cargo:
Artículo 37.- Sustitúyese los incisos segundo y tercero del Art. 93 por los siguientes:
Los dignatarios de elección popular podrán reelegirse por una sola vez, consecutiva o no, para el mismo cargo. Las autoridades de elección popular que se postulen para un cargo diferente deberán renunciar al que desempeñan antes de presentar la solicitud de inscripción de su candidatura. Los dignatarios que opten por la reelección inmediata al mismo cargo deberán hacer uso de licencia sin remuneración desde el inicio de la campaña electoral.

Esta disposición no rige para las autoridades de elección popular que ostenten la calidad de suplentes que al momento de la inscripción de su candidatura no estén en el ejercicio de las funciones de principales; sin embargo, si participan para una dignidad diferente de la de su suplencia no podrán principalizarse durante el proceso electoral y automáticamente perderán su condición de suplente en el caso de ser electos.
Durante 2023 y 2024, funcionarios gubernamentales han realizado declaraciones públicas anticipando que el gobierno busca deshacerse de la Vicepresidenta.
El 14 de junio de 2024, la Fiscalía General del Estado solicitó autorización legislativa para enjuiciar a la Vicepresidenta. Dicho pedido fue negado.
El 23 de septiembre de 2024, la ministra de Trabajo, Ivonne Núñez, emitió el Acuerdo Ministerial n.º MDT-2024-175 que reforma el procedimiento de sumarios administrativos. Esta reforma incluye entre los funcionarios sujetos a sumario administrativo a las autoridades elegidas por voto popular.
El 16 de septiembre de 2024, la directora de trabajo y servicio público Ruth Estefanía Espinoza Avilés inició el sumario administrativo MDT-SSC- RSSP- DRSASP-SAPE-2024-001(0868) contra Verónica Abad. La vicepresidenta presentó una acción de protección contra este sumario, sin lograr detener el procedimiento.
El 8 de noviembre de 2024, la directora de trabajo impuso una suspensión de 150 días contra la Vicepresidenta Abad. El 11 de noviembre de 2024, el presidente Noboa emite el Decreto Ejecutivo 457, por el cual nombra como vicepresidenta encargada a la secretaria de planificación, Sariha Moya.
Actualmente, la Vicepresidenta Abad ha presentado acciones de protección para evitar que se concrete la sanción de suspensión de su cargo. Sin embargo, de momento ella ha denunciado ante la prensa que le impiden ingresar al edificio de la Vicepresidencia de la República y que sus efectos personales fueron recogidos de su despacho y enviados en funda de basura a su casa.
El 18 de diciembre de 2024 se realizó una audiencia dentro de una acción de protección planteado por Verónica Abad contra la suspensión dictada por el Ministerio de Trabajo. Abad pidió a la jueza que se le conceda esta acción «por respeto a la dignidad humana».
El 23 de diciembre de 2024, la jueza Nubia Vera declaró con lugar la acción de protección que reclamó la Vicepresidenta Verónica Abad contra su suspensión de 150 días. La sentencia declara que el Acuerdo Ministerial que regula sumarios administrativos expresamente excluye a funcionarios del servicio exterior, declara que los diplomáticos tienen 30 días para trasladarse al siguiente destino y finalmente, ordena que la Ministra del Trabajo emita disculpas públicas. Al finalizar la lectura de la sentencia, la jueza Nubia Vera ha reclamado que el presidente del Consejo de la Judicatura, Mario Godoy, su asesor Jorge Carrillo y Henry Gaibor, delegado de la Judicatura en la provincia de Pichincha, le han entregado una memoria USB con un texto para presionarle sobre cómo dictar sentencia.
El mismo 23 de diciembre de 2024, mediante decreto ejecutivo 490, el presidente Daniel Noboa encomendó a la vicepresidenta Verónica Abad representar a Ecuador ante Turquía en calidad de encargada de negocios.
El 2 de enero de 2025, el presidente Daniel Noboa emite el decreto ejecutivo 492 que encarga la vicepresidencia a Sariha Moya, a cargo del sector planificación y finanzas públicas, ante la ausencia de la Vicepresidenta Verónica Abad hasta el 22 de enero de 2025, o hasta que Abad se presente en Turquía. También denunció a Verónica Abad por incumplimiento de orden de autoridad competente.Verónica Abad recurrió a la Corte Constitucional exigiendo acción de incumplimiento ante un dictamen de interpretación constitucional sobre las causales de ausencia temporal de la Vicepresidenta de la República.
El 4 de enero de 2025, el presidente Daniel Noboa derogó su decreto 492 y en su lugar emitió el decreto 494 que encarga la vicepresidencia a Cynthia Gellibert, actual secretaria de la administración pública.
El 7 de enero de 2025, el presidente Daniel Noboa emitó su decreto 500 que encarga la Presidencia de la República a Cynthia Gellibert desde el jueves 9 al domingo 12 de enero de 2025, aduciendo fuerza mayor, en lugar de licencia por campaña electoral. Este decreto fue demandado ante la Corte Constitucional, que inició un expediente, pero no suspendió sus efectos.
El 12 de enero de 2025, con ocasión del asesinato del alcalde de Arenillas, el presidente Daniel Noboa derogó su decreto 500 y volvió a asumir la Presidencia de la República.
El 16 de enero de 2025, el presidente Daniel Noboa emitió su decreto 505 que encarga la Presidencia de la República a Mónica Gellibert desde el jueves 16 al domingo 19 de enero de 2025, con ocasión del debate de candidatos.

## Desarrollo

### Calendario electoral
El 9 de febrero de 2024 el pleno del CNE aprobó el siguiente calendario electoral para las elecciones de 2025:
| Fecha                                          | Suceso                                                                               |
| ---------------------------------------------- | ------------------------------------------------------------------------------------ |
| 9 de febrero de 2024                           | Declaratoria de inicio del periodo electoral para las elecciones generales 2025.     |
| 12 de abril de 2024 al 11 de mayo de 2024      | Campaña de cambios de domicilio.                                                     |
| 14 de junio de 2024                            | Entrega de registro electoral depurado a organizaciones políticas.                   |
| 2 al 11 de agosto de 2024                      | Cierre del registro electoral.                                                       |
| 3 al 17 de agosto de 2024                      | Procesos de democracia interna.                                                      |
| 12 de septiembre de 2024                       | Publicación convocatoria a elecciones.                                               |
| 13 de septiembre al 2 de octubre de 2024       | Inscripción de candidaturas.                                                         |
| 12 de noviembre de 2024                        | Selección de miembros de las juntas receptoras del voto.                             |
| 18 de noviembre de 2024 al 25 de enero de 2025 | Notificación al miembro de junta receptora del voto (MJRV).                          |
| 2 de diciembre de 2024 al 9 de febrero de 2025 | Capacitación del miembro de junta receptora del voto (MJRV).                         |
| 5 de enero de 2025 al 6 de febrero de 2025     | Campaña electoral.                                                                   |
| 19 de enero de 2025                            | - Primer simulacro. - Debate presidencial.                                           |
| 26 de enero de 2025                            | Segundo simulacro.                                                                   |
| 6 de febrero de 2025                           | Sufragio de persona privadas de la libertad sin sentencia condenatoria ejecutoriada. |
| 7 de febrero de 2025                           | - Sufragio voto en casa. - Silencio electoral.                                       |
| 9 de febrero de 2025                           | Primera Vuelta                                                                       |
| 23 de marzo de 2025                            | Debate presidencial.                                                                 |
| 24 de marzo de 2025 al 10 de abril de 2025     | Campaña electoral.                                                                   |
| 6 de abril de 2025                             | Simulacro electoral                                                                  |
| 10 de abril de 2025                            | Sufragio de persona privadas de la libertad sin sentencia condenatoria ejecutoriada. |
| 11 de abril de 2025                            | Sufragio voto en casa.                                                               |
| 11 al 13 de abril de 2025                      | Silencio electoral.                                                                  |
| 13 de abril de 2025                            | Segunda Vuelta                                                                       |
| 18 de abril de 2025                            | Cierre del escrutinio nacional                                                       |
| 22 de mayo de 2025                             | Entrega de credenciales                                                              |

### Precandidaturas retiradas

#### Presidente
| Partido       | Partido                         | Partido                        | Candidato a Presidente             | Cargos previos                                                                            | Razón                                                  | Ref.          |
| ------------- | ------------------------------- | ------------------------------ | ---------------------------------- | ----------------------------------------------------------------------------------------- | ------------------------------------------------------ | ------------- |
| 1             |                                 | Centro Democrático             | José Serrano Salgado (Ind.)        | Presidente de la Asamblea Nacional (2017-2018)                                            | Decisión Personal                                      | [ 17 ]        |
| 1             | Claudia Ormaza Loor (Ind.)      | Centro Democrático             | Ingeniera Comercial                | [ 18 ]                                                                                    | Decisión Personal                                      |               |
| 5             |                                 | Revolución Ciudadana           | Gustavo Jalkh Röben (Ind.)         | Presidente del Consejo de la Judicatura (2013-2018)                                       | Movimiento elige a Luisa González                      | [ 19 ]        |
| 5             | Augusto Verduga Sánchez (Ind.)  | Revolución Ciudadana           | Consejero del CPCCS (desde 2023)   |                                                                                           | Movimiento elige a Luisa González                      | [ 19 ]        |
| 5             | Paola Pabón Caranqui (RC)       | Revolución Ciudadana           | Prefecta de Pichincha (desde 2019) |                                                                                           | Movimiento elige a Luisa González                      | [ 19 ]        |
| 16            |                                 | Movimiento AMIGO               | Bolívar Armijos Velasco (Ind.)     | Presidente del Consejo Nacional de Gobiernos Parroquiales Rurales del Ecuador (2014-2019) | Movimiento elige a Juan Cueva                          | [ 20 ] [ 21 ] |
| 16            | Ricardo Vanegas Cortazar (Ind.) | Movimiento AMIGO               | Asambleísta Nacional (2021-2023)   | Candidato a asambleísta por otra organización política                                    | [ 21 ] [ 19 ]                                          |               |
| 16            | Christian Albuja Terán (Ind.)   | Movimiento AMIGO               | Asesor de la CELEC-EP              | Candidato a asambleísta                                                                   | [ 21 ]                                                 |               |
| 17            |                                 | Partido Socialista Ecuatoriano | Elsa Guerra Rodríguez (PSE)        | Docente universitaria                                                                     | Partido elige a Pedro Granja                           | [ 20 ] [ 22 ] |
| 23            |                                 | Partido SUMA                   | Pedro José Freile Vallejo (Ind.)   | Miembro del consejo directivo de SOLCA (2013-2015)                                        | Candidato a asambleísta Endosa Candidatura a Jan Topić | [ 23 ]        |
| 23            | Jan Topić Feraud (Ind.)         | Partido SUMA                   | Empresario                         | Descalificado en el TCE por mantener contratos con el estado                              | [ 24 ]                                                 |               |
| 33            |                                 | Movimiento RETO                | Eduardo Sánchez Saucedo (RETO)     | Presidente del Movimiento RETO (2022-2024)                                                | Endosa Candidatura a Luisa González                    | [ 25 ] [ 26 ] |
| Independiente | Independiente                   | Independiente                  | Edwin Ortega Sevilla (Ind.)        | Capitán de Corbeta de la Armada en Servicio Pasivo                                        | Sin apoyo partidista                                   | [ 27 ]        |

#### Vicepresidente
| Partido | Partido                                | Partido            | Candidato Vicepresidente                                        | Cargos previos                                                            | Razón                                                          | Ref.          |
| ------- | -------------------------------------- | ------------------ | --------------------------------------------------------------- | ------------------------------------------------------------------------- | -------------------------------------------------------------- | ------------- |
| 1       |                                        | Centro Democrático | Ana Cristina Bernal Villavicencio (Ind.)                        | Asesora de la Secretaría Nacional de la Administración Pública            | Candidato presidencial declina Candidata a asambleísta         | [ 28 ] [ 17 ] |
| 1       | Eustorgio Tandazo Rodríguez (CD)       | Centro Democrático | Subdirector del Servicio de Contratación de Obras (2017)        | Candidato presidencial declina                                            | [ 18 ]                                                         |               |
| 20      |                                        | Democracia Sí      | Martha Rizzo González (Ind.)                                    | Directora Provincial de la Casa de la Cultura Ecuatoriana (Núcleo Guayas) | Decisión personal                                              | [ 29 ]        |
| 23      |                                        | Partido SUMA       | Geraldine Weber Moreno (Ind.)                                   | Asambleísta por Guayas (2021-2023)                                        | Endosa Candidatura a Cristina Calderón Candidata a asambleísta | [ 23 ]        |
| 23      | Cristina Calderón Saá-Jaramillo (Ind.) | Partido SUMA       | Directora de Comunicación del Ministerio de Turismo (2021-2023) | Endosa Candidatura a Mishelle Calvache                                    | [ 30 ]                                                         |               |
| 23      | Mishelle Calvache Fernández (Ind.)     | Partido SUMA       | Vicepresidenta del CPCCS (2024)                                 | Descarta su candidatura tras descalificación de Jan Topić                 | [ 24 ]                                                         |               |
| 33      |                                        | Movimiento RETO    | Katya Caicedo Salvador (Ind.)                                   | Abogada e ingeniera en Finanzas                                           | Endosa Candidatura a Diego Borja                               | [ 26 ] [ 25 ] |

## Candidatos
| Partido | Partido                          | Partido                              | Candidato a Presidente | Candidato a Presidente              | Cargos Previos                                                                   | Vicepresidente                          | Cargos Previos                                                                 | Lema                                     | Ref.          |
| Partido | Partido                          | Partido                              | Imagen                 | Nombre                              | Cargos Previos                                                                   | Vicepresidente                          | Cargos Previos                                                                 | Lema                                     | Ref.          |
| ------- | -------------------------------- | ------------------------------------ | ---------------------- | ----------------------------------- | -------------------------------------------------------------------------------- | --------------------------------------- | ------------------------------------------------------------------------------ | ---------------------------------------- | ------------- |
| 1       |                                  | Centro Democrático                   |                        | Jimmy Jairala Vallazza (CD)         | Prefecto del Guayas (2009-2018)                                                  | Lucía Vallecilla Suárez (Ind.)          | Presidenta del Club Deportivo El Nacional (2019-2024)                          | El Cambio empieza con 1                  | [ 31 ] [ 32 ] |
| 2       |                                  | Unidad Popular                       |                        | Jorge Escala Zambrano (UP)          | Asambleísta Nacional (2009-2013)                                                 | Pacha Terán Pineda (UP)                 | Dirigente Indígena                                                             | Es la Hora del Pueblo                    | [ 33 ] [ 34 ] |
| 3       |                                  | Partido Sociedad Patriótica          |                        | Andrea González Nader (Ind.)        | Ambientalista                                                                    | Galo Moncayo Navarrete (PSP)            | Director de Operaciones de la Armada                                           | Un Ecuador Sostenible Sí es Posible      | [ 35 ] [ 34 ] |
| 4       |                                  | Pueblo, Igualdad y Democracia        |                        | Víctor Araus Macías (Ind.)          | Comandante Zonal 8 de la Policía Nacional (2020-2021)                            | Cristina Carrera Ocampo (Ind.)          | Abogada                                                                        | Un Camino Seguro                         | [ 36 ] [ 37 ] |
| 5 33    |                                  | Revolución Ciudadana Movimiento RETO |                        | Luisa González Alcívar (RC)         | Secretaria de la Administración Pública (2017)                                   | Diego Borja Cornejo (Ind.)              | Ministro de Economía (2005-2006)                                               | Vamos a Revivir Ecuador (Primera Vuelta) | [ 38 ] [ 39 ] |
| 5 33    | Por la Vida (Balotaje)           | Revolución Ciudadana Movimiento RETO |                        | Luisa González Alcívar (RC)         | Secretaria de la Administración Pública (2017)                                   | Diego Borja Cornejo (Ind.)              | Ministro de Economía (2005-2006)                                               |                                          | [ 38 ] [ 39 ] |
| 6       |                                  | Partido Social Cristiano             |                        | Henry Kronfle Kozhaya (PSC)         | Presidente de la Asamblea Nacional (2023-2024)                                   | Dallyana Passailaigue Manosalvas (PSC)  | Asambleísta por Guayas (2017-2024)                                             | Por el Ecuador que todos queremos        | [ 19 ] [ 40 ] |
| 7       |                                  | Acción Democrática Nacional          |                        | Daniel Noboa Azín (ADN)             | Presidente de la República (desde 2023)                                          | María José Pinto González Artigas (ADN) | Secretaria Técnica Ecuador Crece Sin Desnutrición Infantil (2023-2024)         | Un Ecuador Distinto (Primera Vuelta)     | [ 34 ] [ 41 ] |
| 7       | Ecuador para Adelante (Balotaje) | Acción Democrática Nacional          |                        | Daniel Noboa Azín (ADN)             | Presidente de la República (desde 2023)                                          | María José Pinto González Artigas (ADN) | Secretaria Técnica Ecuador Crece Sin Desnutrición Infantil (2023-2024)         |                                          | [ 34 ] [ 41 ] |
| 8       |                                  | Partido Avanza                       |                        | Luis Felipe Tilleria Limongi (Ind.) | Concejal de la ciudad de Londres (desde 2022)                                    | Karla Rosero Villavicencio (Ind.)       | Ingeniera Eléctrica                                                            | Reseteo del Sistema                      | [ 40 ] [ 42 ] |
| 12      |                                  | Izquierda Democrática                |                        | Carlos Rabascall Salazar (ID)       | Miembro del Frente de Lucha de Transparencia y Lucha contra la Corrupción (2017) | Alejandra Rivas Mantilla (Ind.)         | Empresaria                                                                     | Únete a la Pata                          | [ 43 ] [ 44 ] |
| 16      |                                  | Movimiento AMIGO                     |                        | Juan Iván Cueva Vivanco (Ind.)      | Subsecretario de Gobierno Electrónico (2024)                                     | Cristina Reyes Hidalgo (Ind.)           | Presidenta del Parlamento Andino (2023 - 2024)                                 | Capacidad, Firmeza, Honradez             | [ 45 ] [ 37 ] |
| 17      |                                  | Partido Socialista Ecuatoriano       |                        | Pedro Granja Angulo (Ind.)          | Abogado Criminólogo                                                              | Verónica Silva Reinoso (PSE)            | Politóloga y Docente Universitaria                                             | Por una Vida Diferente                   | [ 46 ] [ 39 ] |
| 18      |                                  | Pachakutik                           |                        | Leonidas Iza Salazar (MUPP)         | Presidente de la CONAIE (desde 2021)                                             | Katiuska Molina Soledispa (Ind.)        | Presidenta de la Red de Economía Popular y Solidaria de Manabí                 | Convicción y Honradez                    | [ 40 ] [ 47 ] |
| 20      |                                  | Democracia Sí                        |                        | Iván Saquicela Rodas (Ind.)         | Presidente de la Corte Nacional de Justicia (2021-2024)                          | María Luisa Coello Recalde (Ind.)       | Directora Ejecutiva de la Agencia de Regulación y Control del Agua (2021-2023) | Ya Viene                                 | [ 29 ] [ 37 ] |
| 21      |                                  | Movimiento CREO                      |                        | Francesco Tabacchi Rendón (Ind.)    | Gobernador del Guayas (2023)                                                     | Blanca Sacancela Quishpe (CREO)         | Asambleísta por Pichincha (2022-2023)                                          | Tenemos una Mejor Opción                 | [ 34 ] [ 48 ] |
| 23      |                                  | Partido SUMA                         |                        | Enrique Gómez Vasconéz (Ind.)       | Gerente de Interconexión de CNT (2021-2023)                                      | Inés Díaz Chiran (SUMA)                 | Directora de Mercados del Municipio de Quito (2015)                            | Ni un Cartón, ni un ladrón               | [ 49 ] [ 50 ] |
| 25      |                                  | Movimiento Construye                 |                        | Henry Cucalón Camacho (MC25)        | Ministro de Gobierno (2023)                                                      | Carla Larrea Falconí (Ind.)             | Periodista y Empresaria                                                        | Se viene el Cambio Radical               | [ 51 ] [ 52 ] |

### Apoyo partidista
| Partido/Movimiento | Partido/Movimiento             | Alianza | Primera vuelta       | Segunda Vuelta              | Ref.   |
| ------------------ | ------------------------------ | ------- | -------------------- | --------------------------- | ------ |
| 1                  | Centro Democrático             | N/A     | Jimmy Jairala        | Luisa González              | [ 53 ] |
| 2                  | Unidad Popular                 | N/A     | Jorge Escala         | Nulo                        | [ 54 ] |
| 3                  | Partido Sociedad Patriótica    | N/A     | Andrea González      | Daniel Noboa                | [ 55 ] |
| 4                  | Pueblo, Igualdad y Democracia  | N/A     | Víctor Araus         | No apoya a ningún candidato | [ 55 ] |
| 5                  | Revolución Ciudadana           | RC-RETO | Luisa González       | Luisa González              | [ 38 ] |
| 33                 | Movimiento RETO                | RC-RETO | Luisa González       | Luisa González              | [ 38 ] |
| 6                  | Partido Social Cristiano       | N/A     | Henry Kronfle        | Daniel Noboa                | [ 56 ] |
| 7                  | Acción Democrática Nacional    | N/A     | Daniel Noboa         | Daniel Noboa                | [ 56 ] |
| 8                  | Partido Avanza                 | N/A     | Luis Felipe Tillería | No apoya a ningún candidato | [ 57 ] |
| 12                 | Izquierda Democrática          | N/A     | Carlos Rabascall     | No apoya a ningún candidato | [ 57 ] |
| 16                 | Movimiento AMIGO               | N/A     | Juan Iván Cueva      | No apoya a ningún candidato | [ 57 ] |
| 17                 | Partido Socialista Ecuatoriano | N/A     | Pedro Granja         | Luisa González              | [ 58 ] |
| 18                 | Pachakutik                     | N/A     | Leonidas Iza         | Luisa González              | [ 59 ] |
| 20                 | Democracia Sí                  | N/A     | Iván Saquicela       | Daniel Noboa                | [ 60 ] |
| 21                 | Movimiento CREO                | N/A     | Francesco Tabacchi   | No apoya a ningún candidato | [ 60 ] |
| 23                 | Partido SUMA                   | N/A     | Enrique Gómez        | Daniel Noboa                | [ 61 ] |
| 25                 | Movimiento Construye           | N/A     | Henry Cucalón        | Daniel Noboa                | [ 62 ] |

## Campaña electoral
Esta elección tuvo la particularidad de ser la primera vuelta con mayor polarización entre 2 candidatos desde la implementación del sistema de dos vueltas electorales, obteniendo los 2 candidatos que pasaron a balotaje cerca del 90% de los votos válidos. De igual forma es la primera vuelta electoral con la diferencia más estrecha entre los 2 candidatos que pasaron a balotaje en la historia del país, con 0,17% de diferencia entre ambos.

### Daniel Noboa - Acción Democrática Nacional

#### Primera vuelta
El presidente Noboa mantiene una campaña electoral irregular debido a su negativa a solicitar licencia para realizar campaña electoral, valiéndose de actos protocolarios oficiales de la Presidencia en territorio para promover su gestión de gobierno. Ante las críticas y acusaciones de abuso de recursos públicos, rompimiento del orden jurídico y constitucional de parte de otros candidatos y llamados de atención del ente electoral, optó por encargar la presidencia por días específicos a su secretaria, Cynthia Gellibert, durante la campaña de la primera vuelta, evitando que ejerza aquella función la vicepresidenta, Verónica Abad, contra quien tiene una agresiva persecución política. Durante su primera delegación del poder, Noboa realizó caravanas y mítines, en la región costa. Su mensaje electoral se enfoca en que se mantenga su modelo de gestión personalista y sensacionalista, proponiendo mantener la declaratoria de «conflicto armado interno» contra el narcotráfico, mantener las pugnas políticas y realizar cambios constitucionales por medio de reformas constitucionales o una Asamblea Constituyente.
Su gestión comunicacional esta enfocada en los sectores jóvenes entre 18 a 30 años, utilizando de forma prevalente las redes sociales TikTok e Instagram con videos cortos utilizando las tendencias actuales para presentar su gestión de gobierno y promover su imagen personal (haciendo ejercicios o realizándose tatuajes del Ave Fénix, en referencia a su plan de seguridad denominado Plan Fénix). Muchas cuentas asociadas al movimiento ADN junto a los candidatos a asambleístas publicaron la mayor cantidad de contenido para la campaña de Noboa, creando un filtro en TikTok mostrando una figura caricaturizada de Noboa similar a Nobita junto a Doraemon, personajes del anime infantil del mismo nombre, parodiando el apodo dado a Noboa por la oposición. La Primera Dama Lavinia Valbonesi, al igual que la campaña anterior, utiliza sus redes sociales para promover la candidatura de Noboa.  
Durante el debate de la primera vuelta, Noboa enfocó sus intervenciones en responder ante las críticas a su gobierno y criticando a los candidatos por haber formado parte de los gobiernos de Guillermo Lasso y Rafael Correa, acusados de corrupción y vínculos con el narcotráfico, cerrando su intervención con la frase «La Vieja Política, a la basura». Concluyó su campaña de primera vuelta con caravanas por Naranjal, Guayaquil, Quito y un mitin en la Plaza de Toros de la capital, utilizando su campaña nuevamente impresiones de cartón de Noboa a tamaño real como instrumento de proselitismo.
Noboa es el primer candidato presidencial no patrocinado por el movimiento correísta en obtener el primer lugar en la primera vuelta desde las elecciones del 2006, dónde su padre Álvaro Noboa obtuvo el primer lugar, perdiendo el balotaje contra Correa. Noboa realizó una entrevista a Radio Centro dando sus primeras declaraciones tras la primera vuelta, denunciando varias irregularidades en el proceso incluyendo casos de extorsión en zonas de alta peligrosidad para favorecer a su contrincante.Realizó cambios en el gabinete y solicitó al Consejo Nacional Electoral que se prohíba a los votantes tomar fotos de la papelta durante el balotaje para evitar extorsiones.

#### Balotaje
Previo al inicio de campaña, Noboa enfocó su gestión de gobierno a realizar trabajo desde territorio de forma diaria, de igual manera sus ministros, dando entrevistas a medios de forma más frecuente, en las cuales confirmó su intención de convocar a una Asamblea Constituyente para realizar cambios profundos en materia de seguridad.Enfocó sus esfuerzos de precampaña a realizar gestión territorial en las zonas afectadas por la fuerte etapa invernal que causó graves inundaciones y daños, principalmente la provincia de El Oro y Manabí. De igual forma la Secretaría de Comunicación optó por realizar cadenas matutinas diarias para informar sobre las gestiones del gobierno principalmente en seguridad. Tuvo que afrontar críticas debido a la pretensión de adjudicar de forma directa la gestión del campo petrolero Sacha, la reserva más productiva del país, a un consorcio público-privado chino-canadiense, siendo acusado por la oposición el presidente y miembros de su gabinete de peculado por vincular el consorcio con familiares de Noboa, anunciando el 12 de marzo la ministra de energía que no se realizaría la adjudicación del campo por no cumplir con los plazos establecidos por el presidente para entregar una prima de 1500 millones.
Durante el debate del balotaje, Noboa enfocó sus intervenciones en prometer continuar con la gestión que ha realizado como presidente con pocas propuestas nuevas, indicando que se implementarán nuevas becas para aprender inglés y en economía focalizado principalmente a madres solteras, bromeándo que le daría un bono a la candidata tras la elección y que convocaría a una asamblea constituyente para eliminar el Consejo de Partipación Ciudadana y retirar a las personas privadas de la libertad como población prioritaria. Centralizó su discurso en que su gestión económica obtuvo confianza internacional mientras que la candidata propone una moneda paralela llamada Ecuadólares lo que causaría una desdolarización lenta usando la frase: "Luisa te desdolariza", mencionando que esto ha sido propuesto y repetido por Andrés Arauz, secretario de Revolución Ciudadana y excandidato presidencial, Rafael Correa y su binomio Diego Borja; increpó a González sobre los casos de corrupción en el gobierno de Correa, su estilo autoritario y de concentración de poderes del estado, dándole énfasis a los involucrados en el caso Metástasis y en vínculos de miembros del correísmo con el narcotráfico, como el exasambleísta Ronny Aleaga y al caso Ligados, en el cual la fiscalía acusó a miembros del Consejo de Participación Ciudadana vinculados a la Revolución Ciudadana oír extracción de información del celular del exconsejero Augusto Verduga de cometer el delito de asociación ilícita y tráfico de influencias por coordinar con Correa, Arauz y González para nombrar autoridades de control afines al correísmo, refiriendo en múltiples ocasiones a González como la Rana René, al haber sido mencionada de esa forma en los mensajes redactados por Verduga, confirmando González esta mención con ese nombre en los mensajes fiscalizados tras una re-pregunta de Noboa, presentando ante la cámara fotos de los acusados y los mensajes judicializados del caso Ligados.
El candidato durante el debate mantuvo una postura relajada, con vestimenta casual, tomando mucho del tiempo de sus intervenciones en defender las acusaciones realizadas por González, incluyendo acusar a la secretaria de su movimiento ADN María Beatriz Moreno de ser investigada por narcotráfico al igual que una de las empresas de la cual Noboa forma parte, respondiendo Noboa que en ambos casos la vinculación en la investigación fue en calidad de colaboradores por detectarse contaminación de droga en cargos de banano. Noboa rechazó que la candidata haya mencionado el caso de la custodia de su hija con su excónyuge Gabriela Goldbaum refiriéndose a él como majadero, indicando que el no va a mencionar a parejas o hijos de la candidata por la necesidad de código éticos en la política.
Entre el 28 y 29 de marzo, Noboa viajó a Miami para realizar campaña y tener reuniones con los migrantes residentes en EE. UU., teniendo una reunión informal con el presidente Donald Trump y el Secretario de Salud Robert Kennedy Jr. en la residencia privada de Mar-a-Lago, anunciando Noboa que tras su reunión logró que Ecuador sea retirado como uno de los países prioritarios para la deportación del país. La campaña electoral de balotaje de Noboa inició formalmente el 30 de marzo al comunicar al CNE que hasta el 10 de abril realizará actividades de campaña sin funciones de presidente. En el balotaje, la campaña de Noboa se valió de cuñas y mensajes de tipo motivacional con una producción sencilla, promovidos en redes sociales, concluyendo su campaña con cuñas focalizadas a los migrantes y a los adultos mayores, utilizando la frase "Ni Un Paso Atrás" del expresidente fallecido Sixto Durán Ballén durante la Guerra del Cenepa.
Noboa enfocó su campaña en realizar entrevistas radiales en diferentes provincias, realizar masivas caravanas y mítines en Machala, Esmeraldas y Cuenca, enfocándo su discurso en proponer una Asamblea Constituyente y no permitir el retorno del pasado, cerrando su campaña con masivas concentraciones en los Coliseos General Rumiñahui de Quito y Voltaire Paladines Polo en Guayaquil, acompañado de la Presidenta de la Comunidad de Madrid Isabel Díaz Ayuso y los asambleístas de ADN. Noboa recibió la noticia de su reelección nuevamente en su domicilio privado de la comuna Olón del cantón Santa Elena junto a su familia, agradeciendo por la confianza dada en un breve discurso, enfatizando al movimiento electoral de los adultos mayores que fueron a votar a pesar de tener voto facultativo.

### Luisa González - Revolución Ciudadana - RETO

#### Primera vuelta
La campaña de Luisa González se enfoca en realizar críticas a la gestión del presidente Daniel Noboa en los ámbitos de seguridad, abusos a los Derechos Humanos y generación energética, proponiendo volver a la gestión realizada por el expresidente Rafael Correa a través de reformas que prioricen el rol del estado en todos los ámbitos del país. En gestión de seguridad presentó el Plan PROTEGE, enfocado en la reinserción social y respeto de los Derechos Humanos de las personas privadas de la libertad, gestión social para prevenir el crimen y la reimplementación del Ministerio de Justicia y del Ministerio Coordinador de Seguridad.
Su campaña tuvo denuncias y críticas, siendo acusado el candidato Diego Borja de mantener contratos con el estado por medio de una empresa intermediaria con PetroEcuador, denunciado por el gobierno de Noboa, suspendiendo los pagos a la empresa asociada a Borja.El candidato a asambleísta y exministro de Correa, Ricardo Patiño anunció en un mitin que en caso de triunfar González, Rafael Correa regresaría al país siendo exculpado de su condena por el Caso Sobornos y Jorge Glas sería liberado de su encarcelamiento por varios casos de corrupción, al igual que todos los miembros de la Revolución Ciudadana en exilio como Gabriela Rivadeneria y Ronny Aleaga, generando críticas.
La línea gráfica de su campaña fue más simple a las anteriores de su organización política, utilizando de forma prevalente el color turquesa y la imagen del expresidente Correa, siendo su eslogan y mensaje electoral enfocado en criticar a los gobiernos posteriores al de Correa. Su campaña se valió de mítines en territorio, presencia en medios afines a la Revolución Ciudadana y la red social X. La candidata optó por separar su campaña a la de sus candidatos a asambleístas, que pertenecen unos a Movimiento Revolución Ciudadana y otros a Movimiento Reto. Presentó un video biográfico en Youtube, compartido en sus redes, con producción de alto nivel, enfatizando sus desafíos de crecer en la parroquia rural Canuto del Cantón Chone de la provincia de Manabí y sus dificultades como madre soltera adolescente.
Durante el debate de primera vuelta, se enfocó en criticar al gobierno de Noboa, en particular por el caso en investigación de desaparición forzada y asesinato de 4 menores en donde se encuentran implicados 16 militares y a varios de los otros candidatos, proponer las propuestas de su plan de gobierno y defenderse de acusaciones y críticas de los otros candidatos, en particular Andrea González de Sociedad Patriótica. González concluyó su campaña de primera vuelta en una concentración multitudinaria en la avenida 9 de octubre en Guayaquil, denunciando intentos de fraude electoral de parte del gobierno.

#### Balotaje
González, tras su paso a balotaje, junto a su movimiento dedicaron las primeras semanas a llegar a un acuerdo y acercamientos con el excandidato Leonidas Iza y el movimiento indígena, además de reprochar y condenar expresiones del presidente dadas en una entrevista en las cuales dijo que habrían casos de extorsión a votantes por parte del narcotráfico para que votaran a favor de la candidata. González respondió indicando que sus votantes, mayoritariamente de la costa, no son delincuentes ni narcotraficantes y que, en cambio, la candidata del partido de Noboa a la Asamblea es la cuñada de Fito, criminal líder del cartel de «Los Choneros» y prófugo de la justicia.
González inició de forma anticipada su campaña en Manabí realizando mítines; en el momento previo a la campaña el expresidente Correa obtuvo mayor protagonismo en redes que la candidata, de igual forma su binomio Diego Borja al reactivarse el debate sobre su postura en torno a la dolarización, habiendo escrito artículos para la FLACSO proponiendo desdolarizar, negando estas intenciones el candidato resultando en que la presidenta de la Asamblea Viviana Veloz reactive una enmienda constitucional propuesta por Pabel Muñoz en el 2021 sobre incluir el dólar como moneda oficial.La etapa de precampaña González realizó varios viajes a países de la región como Brasil y Uruguay para realizar reuniones protoclarias con mandatarios afines como Lula da Silva y Yamandú Orsi. Al concluir su gira, enfocó sus esfuerzos es realizar entrevistas en radio y reuniones con simpatizantes en las provincias de la costa. El movimiento correísta optó por atacar la figura personal de Noboa al presentar en la plenaria de la Asamblea Nacional el testimonio personal de Gabriela Goldbaum, exesposa de Noboa sobre su relación marital con él, acusándolo de violencia vicaria tras su separación.
La candidata en el debate del balotaje enfocó principalmente sus intervenciones en atacar la gestión y persona del presidente Noboa, utilizando como inicio de la mayoría de sus intervenciones la frase "No Noboa, no mientas", presentando muy pocas propuestas, en las cuales se incluye restaurar la infraestructura de escuelas y hospitales, mano dura a la delincuencia y sostener la dolarización con mayor inversión estatal con colaboración de alianzas público-privadas. La candidata durante varias intervenciones presentó ante la cámara varios documentos con barras y diagramas representando las cifras del gobierno en temas de diserción escolar e índice de asesinatos. En la mayoría de ejes temáticas la candidata optó por no enfocarse en estos sino en acusar a la directora de ADN María Beatriz Moreno y a una empresa de Noboa de estar investigados por fiscalía por narcotráfico; de tener injerencia en la Fiscalía, Consejo Nacional Electoral y Tribunal Contencioso Electoral, increpando a Noboa de mentir en los resultados de su gobierno y preguntar porque no ha cumplido con lo que promete.
La candidata mostró una postura fuerte, vistiendo un conjunto blanco y negro, reclamando alzando la voz en varias ocasiones a Noboa de ser un majadero y de presentar dificultades de atención, indicando que ella era la candidata y no Rafael Correa o Andrés Arauz, nombrando en sus intervenciones a la familia del candidato como involucrados en corrupción gubernamental, acusando a Noboa de violencia hacia la mujer por el conflicto de él con su exesposa sobre su hija, de ser el quien tiene vínculos con el narcotráfico y de ser un mentiroso. Ante la pregunta de Noboa sobre si reconocería al gobierno de Nicolás Maduro ella respondió que si para poder repatriar a venezolanos indocumentados en Ecuador. González como repregunta increpó a Noboa sobre si obligaría a las empresas de su familia a pagar sus deudas, respondiendo el candidato que no, ya que el Servicio de Rentas Internas y Aduanas tienen sus procesos que deben seguir sobre estos casos.
El 30 de marzo firmó un acuerdo de 25 puntos con Pachakutik en Alausí, entre los cuales se incluía no convocar a una asamblea constituyente, derogar los decretos de seguridad de Noboa, reducir la explotación petrolífera y minera, no contando con la presencia del excandidato presidencial Leonidas Iza, interviendo de forma virtual vía Zoom, indicando que el acuerdo no implica un cheque en blanco, y que en caso de que no se cumplan los puntos la CONAIE realizará paralizaciones permanentes.  El acuerdo provocó el rechazo de varios dirigentes indígenas y protestas en Chimborazo.
González dedicó el final de su campaña en explicar sus propuestas de seguridad, en particular su propuesta de Gestores de Paz en cada barrio con un presupuesto de 72 millones, siendo civiles encargados de la defensa y coordinación desde los barrios, recibiendo esta propuestas fuertes críticas de su contricante, los medios y otros políticos, indicando que se trataría de la reinstitucionalización de los Comités de  de la Revolución instaurados por Rafael Correa, que ejercieron como fuerza de choque partidista, ejerciendo de forma similar a los Cómites de Defensa de la Revolución de Cuba,y Colectivos de Venezuela.
González concluyó su campaña con concentraciones en las ciudades de Quito y Guayaquil, informando que el excandidato presidencial Jan Topic había aceptado sumarse en su eventual gobierno en un cargo ministerial, advirtiendo que en caso de que los resultados oficiales no le sean favorables su movimiento se movilizaría en protestas. González tras la votación del balotaje anunció que no reconocía su derrota ante Noboa por múltiples irregularidades, solicitando un recuento de votos, siendo esta postura rechazada por la mayoría de actores políticos, incluyendo a autoridades seccionales de su movimiento como Aquiles Álvarez, Marcela Aguiñaga y Pabel Muñoz, reconociendo el triunfo de Noboa.

### Leonidas Iza - Pachakutik
El candidato Iza realizó mítines y caminatas principalmente en los cantones de la sierra centro, bastión de su movimiento Pachakutik y donde la Confederación de Nacionalidades Indígenas - CONAIE tiene gran influencia. Su propuesta se enfoca en el marco ideológico tradicional de su movimiento y la CONAIE, profundizar el estado plurinacional, reivindicacion de las minorías étnicas y el ecologismo. 
Utilizó principalmente la red social TikTok y X para promover su campaña, utilizando memes y tendencias del momento orientadas a su figura. Durante el debate de primera vuelta, se enfocó en presentar sus propuestas en detalle, criticando al gobierno de Noboa. Tras el debate, Iza realizó una campaña más festiva, utilizando memes, bailando y cantando en tarima, usando imágenes en tendencia del momento, como usar imágenes con poncho de capibaras.

### Andrea González - Sociedad Patriótica
Su campaña se enfocó en el víncular la problemática de seguridad del país con la política nacional, proponiendo un Comité de expertos siguiendo el ejemplo de la Comisión de Restructuración Jurídica del Estado que realizó la Constitución de Ecuador de 1979, conformada por Decreto Supremo del Consejo Supremo de Gobierno encabezado por el Almirante Alfredo Poveda, para garantizar su efectividad y evitar la infiltración del narcotráfico en la elección de asambleístas constituyentes. González remarcó que la principal problemática del país es la corrupción política y judicial que permite la infilitración del crimen organizado en el estado, necesitando un reinicio del país para poder resolverlo. Evitó nombrar al excandidato Fernando Villavicencio, de quien fue su candidata a vicepresidenta, por respeto a su memoria.
Su campaña se enfocó en realizar caminatas y caravanas por los diferentes cantones del país, realizando videos cortos para TikTok cocinando comida típica y haciendo yoga. La línea gráfica de su candidatura es similar a la de su partido auspiciante, con un ave como símbolo en su logo. Al avanzar la campaña presentó una página web con su plan de gobierno, enfocó sus propuestas a sostenibilidad ambiental al atacar la minería ilegal, reorientar la labor de las Fuerzas Armadas a controlar los puertos estatales y privados para cortar el tránsito de droga y a atacar a la campaña de Luisa González y al correísmo.
Durante el debate de primera vuelta, se enfocó en atacar a la candidata Luisa González y al correísmo, culpándolos de haber realizado alianzas con el crimen organizado, recordando múltiples casos de corrupción ocurridos desde el 2007 al 2023, incluyendo los Casos Sobornos, Encuentro, Plaga y Metástasis, denostando la constitución del 2008 como «chavista» y responsable de la infiltración del narcotráfico en el estado, siendo necesario una nueva constitución. Presentó el plan PAPA, Plan de Apoyo al Productor Agrícola de equipamiento a los agricultores y modernización. 

### Pedro Granja - Partido Socialista Ecuatoriano
Granja, tras el atentado al candidato a asambleísta Joselito Arguello, optó por realizar una campaña muy esporádica, con poca actividad en redes sociales, sin realizar mítines o caminatas, valiéndose más que todo de entrevistas en medios tradicionales y en Youtube, explicando Granja que esto se debe a las amenazas que ha recibido y su limitada campaña es para precautelar su seguridad. Su campaña fue austera y con una línea gráfica similar a la del Partido Socialista Ecuatoriano.
Su campaña se enfocó en explicar su propuesta de seguridad basada en teoría criminal, exponiendo los mecanismos y teorías de criminalística para poder atacar al crimen organizado limitando su financiamiento al perseguir a las empresas y bancos que lavan el dinero del narcotráfico.
Durante el debate de primera vuelta, se enfocó en diferenciarse de los otros candidatos al reclamar por su negativa a responder las preguntas de los moderadores y los candidatos, y en criticar a la candidata Luisa González por representar al gobierno de Correa, en el cual ocurrió el caso Narcovalija, en el cual se encontró en Italia cerámica con droga en la valija diplomática del Ecuador, durante la gestión del canciller Ricardo Patiño.

### Henry Kronfle - Partido Social Cristiano
Su campaña tuvo una amplia cobertura de publicidad en redes sociales contratada promoviendo principalmente la figura de los candidatos a asambleístas por el PSC. Realizó caminatas y caravanas principalmente en las provincias del Guayas, El Oro, Esmeraldas y Los Ríos. Recibió el apoyo y continua interacción en redes sociales por parte de los asambleístas y autoridades seccionales del PSC, incluyendo al exalcalde Jaime Nebot. 
Realizó muchos videos humorísticos en TikTok con influencers promoviendo su candidatura, principalmente en la ciudad de Guayaquil y Samborondón. Las temáticas de sus videos se centraron en la crisis energética, inseguridad, reducción de impuestos y promover economía naranja apoyando a los jóvenes gamers. La línea gráfica de su candidatura siguió la de su partido político con un tema de la bandera nacional.
Durante el debate de primera vuelta, se enfocó en explicar sus propuestas y criticar a los gobiernos de Noboa y Correa, anunciando que metería a la cárcel a Correa si es electo. 

### Francesco Tabacchi - CREO
La campaña de Tabacchi fue focalizada a dos grupos poblacionales: el sector rural y los jóvenes entre 18 a 25 años. Su mensaje electoral fue presentarse como un candidato ciudadano ajeno a la política y políticos tradicionales, enfocándose en videos humorísticos en TikTok visitando cantones de la ruralidad principalmente de la sierra y Quito.
Tabbachi impulsó una imagen de agricultor y ganadero en sus videos, montando a caballo y siendo acompañado por un gallo en sus videos humorísticos, utilizando jergas y memes de la cultura otaku y gamer en TikTok, siendo la red social prevalente en su campaña. En territorio optó por dar preferencia a Quito, montando la campaña Ciudadano Presidente, en donde colocó un escritorio en la calle en donde escuchaba las propuestas de los ciduadanos. El candidato optó por realizar una campaña separada de la de los candidatos a asambleístas de CREO.
En gestión de seguridad propuso cadena perpetua para crímenes contra la vida y replicar la gestión del presidente Nayib Bukele de El Salvador, realizando un documental de su viaje a este país donde se reunió con las autoridades nacionales salvadoreñas.
Su línea gráfica ha sido distinta a las utilizadas por el movimiento CREO en anterioridad, utilizando colores amarillo y naranja evocando un amanecer con la figura de Tabacchi.
Durante el debate de primera vuelta, increpó al presidente Noboa sobre el caso en investigación sobre el asesinato de 4 menores en la parroquia Taura tras haber sido capturados por militares de la Fuerza Aérea, siendo acusados 16 militares de forma penal por el cargo de desaparición forzada, solicitando al presidente que nombre a los menores y se disculpe con el país por el hecho.

### Henry Cucalón - Construye
Cucalón inició su campaña con cuñas en TikTok e Instagram para posicionar su imagen junto a su candidata a la vicepresidencia. Su campaña se ha presentado bastante ligada a su movimiento político y los candidatos a asambleístas con un enfoque en presentar un candidato con experiencia política como una tercera vía diferente a Noboa y González. Ante el poco conocimiento del candidato en el electorado su eslogan y cuñas se han enfocado en introducir al candidato presidencial y hacer juego de palabras con su apellido Cucalón, en particular con la palabra cocolón.
Su mensaje electoral se enfoco en un inicio en la lucha contra la corrupción siguiendo la línea del excandidato asesinado Fernando Villavicencio y evocando su memoria; posteriormente se cambió a proponer un cambio radical proponiendo la eliminación del Consejo de Participación Ciudadana, Consejo de la Judicatura, reducción de asambleístas y permitir la inversión privada en el sector energético. Al iniciar la campaña, enfocó sus esfuerzos en criticar al Presidente Noboa y presentar una denuncia ante el Consejo Nacional Electoral por incumplir la normativa electoral, reclamando por una falta de igualdad de condiciones de los candidatos.
Su línea gráfica es muy similar a la de su movimiento político Construye, utilizando los colores azul y amarillo, realizando predominantemente caminatas y mítines en territorio. La campaña utilizó de forma prevalente la imagen del excandidato presidencial asesinado Fernando Villavicencio, provocando malestar y reclamo por parte de las hijas de este, indicando que solicitaron al movimiento no utilizar su imagen en campaña y reclamando que se deje de utilizar su imagen para hacer campaña política.
Durante el debate de primera vuelta, se enfocó en presentar una variedad de propuestas bajo la línea del cambio radical, principalmente la reducción del estado y liberalización de parte de la economía.

### Jimmy Jairala - Centro Democrático
Su campaña se ha enfocado en promover su imagen con influencers de TikTok e Instagram junto a sus hijos y esposa Maluly Valdivieso, quienes son junto a Jairala personajes mediáticos del país en medios tradicionales y virtuales. Su línea gráfica es igual a la de su partido político Centro Democrático, dándole predominancia a la promoción del mismo y a los candidatos a asambleístas. Durante el debate de primera vuelta, se enfocó en presentar sus propuestas en detalle sin confrontar a los otros candidatos.

### Jorge Escala - Unidad Popular
Su campaña realizó actividades tradicionales, con mítines y caminatas, particularmente en las provincias de la sierra centro, además de cuñas en radio y televisión, con poca presencia en redes sociales. Se enfocó en promover su profesión de docente para conectar con los funcionarios públicos, prometiendo estabilidad laboral. Durante el debate de primera vuelta, se enfocó en confrontar y recriminar al gobierno de Daniel Noboa por su política de seguridad y económica.

### Luis Felipe Tillería - Avanza
Su candidatura se enfocó en presentarse como un migrante que pudo triunfar en el primer mundo, específicamente Inglaterra, proponiendo replicar el modelo de gestión de ese país en el Ecuador. Su discurso se enfocó en promover el libertarianismo e impulsar un modelo similar al de Javier Milei en el país utilizando el eslogan «Reseteo del Sistema», proponiendo una asamblea constituyente que liberalice por completo la economía del país, reduzca drásticamente el rol del estado en la sociedad, facilitar el trabajo por horas, permitir privatizaciones en el sector público vender las empresas públicas.
Durante el debate de primera vuelta, se enfocó en presentar sus propuestas de cambio de modelo económico, presentando planes con su nombre, como Tiller I.A. enfocado en el uso de la inteligencia artificial para mejor la eficiencia del sector público, o nombrando su plan de seguridad ArTillería y el Plan de empleo CHINO (Centro Humanitario de inclusión y Nuevas Oportunidades) refiriéndose que habrá más empleo que población porque se «trabajará como chino» siguiendo el estereotipo racial. Propuso un tren bala que conecte el norte con el sur de Ecuador, regalar a toda la población del Ecuador acciones de PetroEcuador, valiendose de una variedad de gráficos impresos que enseño ante las cámaras. De igual forma utilizó frecuentemente frases como «Viva la Libertad» y «Con Tillería se acabó la Pillería».

### Carlos Rabascall - Izquierda Democrática
La campaña de Rabascall se enfocó en promover su imagen utilizando su discapacidad, nacer sin una pierna por efectos de la droga Talidomida durante la gestación utilizando frecuentemente el eslogan de Únete a la Pata, en referencia al uso de una prótesis de su pierna y a la jerga regional de apoyar, nombrando su pódcast de campaña de esta forma.   
Su línea gráfica fue multicolor a estilo de collage. Durante el debate de primera vuelta, se enfocó en presentar sus propuestas en detalle sin confrontar a los otros candidatos. 

### Juan Iván Cueva - AMIGO
Su campaña se enfocó en promocionar videos con alta producción en Instagram, presentándose como una tercera vía alejado de la política junto a su binomio Cristina Reyes y su candidato a primer asambleísta Yaku Pérez, presentando un mensaje de utilizar al máximo la tecnología y la inteligencia artificial para mejorar la eficiencia del sector público. Realizó caravanas por el país, manejando una furgoneta Volkswagen Tipo 2 estilizada a su campaña. La línea gráfica de su campaña fue utilizar los blancos y grises contrastando con el color rojo. 
Durante el debate de primera vuelta, se presentó cubriendo su rostro con una impresión de la máscara de Guy Fawkes utilizada por el grupo Anonymous, se enfocó en promover su propuesta del uso de inteligencia artificial, su plan Plomo para la seguridad, plan «Mi ñaño» de rehabilitación social y reprochando el conflicto político entre los candidatos.

### Víctor Araus - Pueblo, Igualdad y Democracia
Su campaña se enfocó en promocionar videos con alta producción en X, valiéndose de su carrera policial, llegando a ser el primer general de distrito de origen costeño, para presentarse como un candidato enfocado en resolver la problemática de seguridad del país, realizando propuestas polémicas de eliminar los derechos humanos de los criminales y realizar ejecuciones sumarias de violadores y asesinos. Sus cuñas lo presentaron realizando saludos militares, utilizando colores militares y usando frases como «Palabra de General». En redes sociales realizó videos cortos para TikTok comiendo comida típica, visitando y dando almuerzos en sectores populares y conversando con comerciantes. Su línea gráfica utilizó principalmente el color verde y amarillo, los de su partido auspiciante. 
Durante el debate de primera vuelta asistió vestido con uniforme de Mariscal, similar al utilizado por Nayib Bukele en su segunda investidura como presidente y se enfocó en presentar sus propuestas de represión a la delincuencia, siendo increpado por varios candidatos por sus propuestas al ser inaplicables por sus violaciones a los tratos internacionales de los Derechos Humanos, siendo cuestionado por haber sido acusado de «narcogeneral» debido a que su visa a EE.nbsp;UU. había sido revocada por este motivo.

### Enrique Gómez - SUMA
Fue el candidato designado por SUMA para reemplazar a Jan Topic, descalificado por el Tribunal Contencioso Electoral por tener contratos con el estado. Su campaña se enfocó en promover la frase «Ni un Cartón, ni un ladrón» presentadose como tercera vía frente a Noboa y el correísmo. Utilizó una gorra roja siguiendo la estética de Donald Trump con la frase «Make Ecuador Arrecho Again». Durante el debate de primera vuelta, se enfocó en presentar sus propuestas en detalle repitiendo su eslogan de campaña frecuentemente.

### Iván Saquicela - Democracia Sí
El candidato se enfocó en presentar su propuesta de convocar a una asamblea constituyente mediante vallas y caminatas por diferentes cantones del país. El mensaje de su campaña se centró en remarcar su función previa como expresidente de la Corte Nacional de Jusitcia y haber sido uno de los jueces nacionales que condenó al expresidente Correa en el Caso Sobornos 2012-2016. Durante el debate de primera vuelta, se enfocó en presentar sus propuestas en detalle repítiendo por varias ocasiones que condenó a Correa y expuso su plan OCICO de seguridad.

## Atentados

### Violencia y amenazas a candidatos
El 20 de octubre, un vehículo de la campaña de Jimmy Jairala recibió un ataque armado. El hijo de Jairala resultó herido.
El 28 de octubre, Jan Topic dijo en el medio digital La Defensa, que ha recibido amenazas de grupos irregulares colombianos, por ser candidato.
El 30 de octubre, el medio digital La Calle entrevistó al candidato a asambleísta por Partido Avanza, Jean Pierre Larenas, quien afirmó que el candidato presidencial de su partido, Luis Felipe Tillería, recibió amenazas anónimas.
El 28 de octubre, Pedro Granja denunció que su hermano ha recibido un asalto a su domicilio, de donde se habrían sustraído evidencias de casos de corrupción en el sistema eléctrico nacional y de otros candidatos que tienen contratos con el Estado y antes de irse, le rompieron tres costillas al hermano del candidato y le amenazaron: «dile a tu hermano que no va a llegar vivo al debate».
El 2 de noviembre, después de haber participado en un evento de precampaña de Granja, el candidato a asambleísta por el PSE, Joselito Argüello, fue baleado en Santa Elena, junto a su padre. Inmediatamente, la Fiscalía se refirió al caso como un «intento de robo». Granja rechazó el proceder de la Fiscalía, mediante un video publicado en sus redes sociales.Granja anticipó que viajará al exterior y hará campaña únicamente por redes sociales.

## Controversias

### Descalificación de Jan Topić
Jan Topić se había inscrito como candidato presidencial por el Partido SUMA y posteriormente, su candidatura fue objetada por el Partido Sociedad Patriótica (PSP) y Pachakutik, argumentando que fue accionista de empresas que tenían contratos con el Estado. El Consejo Nacional Electoral (CNE) desechó ambas objeciones y calificó la candidatura de Topic. Pero el PSP y Pachakutik presentaron recursos ante el Tribunal Contencioso Electoral (TCE), para revertir la decisión del CNE. En el TCE, ambos recursos fueron unificados en una sola causa, que cayó en manos del juez Ángel Torres, cuestionado por sus vínculos con Acción Democrática Nacional, el partido de gobierno. Por tal motivo, SUMA le pidió al juez Torres excusarse de tratar el caso, pero Torres hizo caso omiso y, el 10 de noviembre, con cuatro votos a favor, el TCE descalificó la candidatura de Topić.
La sentencia del Tribunal Contencioso Electoral de 10 de noviembre de 2024, afirma en el juicio 216-2024, que Jan Topic Feraud continúa en calidad de procurador común del Consorcio Tránsito Seguro Manta, debido a que no se ha otorgado escritura modificatoria a la escritura de constitución de dicho consorcio, otorgada el 30 de marzo de 2017 ante la notaria primera de Portoviejo. Afirma que los actos de otorgamiento de un nuevo poder a otro procurador común no modifica la calidad de procurador común de Topic.
A los pocos días, la Agencia de Regulación y Control de Telecomunicaciones (Arcotel) retiró, de manera unilateral, la operación del principal cable submarino de Ecuador a la empresa de telecomunicaciones Telconet, propiedad de la familia Topić. Incluso, para el 21 de noviembre, Topić fue notificado por Fiscalía para rendir su versión libre y voluntaria en una denuncia interpuesta en su contra por presunta intimidación.

### Infracciones del presidente Noboa a la legislación electoral
Puesto que el presidente Daniel Noboa es candidato a la reelección, debe tomar de forma obligatoria una licencia durante la campaña electoral, para hacer proselitismo sin injerencia de su labor como primer mandatario, encargando el cargo a la vicepresidenta, Verónica Abad. No obstante, debido a la ruptura política entre Noboa y Abad, el presidente ha hostigado constantemente a la vicepresidenta para que pierda su cargo y poder encargar el poder a otra persona, y al no conseguirlo, declaró que realizaría su campaña sin tomar dicha licencia ni encargar el poder. Para respaldar la postura de Noboa, la bancada oficialista de la Asamblea Nacional, anunció que tampoco iba a tomar licencia para la campaña. No obstante, el parlamento resolvió, el 4 de enero, que todos los legisladores que son candidatos a la reelección hagan uso de la licencia sin remuneración durante la campaña electoral. Por su parte, sin tomar la licencia obligatoria, Noboa inició su campaña desde el Palacio de Carondelet, desde el cual lideró una concentración con simpatizantes del oficialismo, a pesar de estar prohibido realizar proselitismo con recursos públicos.
Asimismo, durante el feriado de año nuevo, se llenó el puente de la Unidad Nacional con propaganda de Noboa y los principales candidatos de ADN en las elecciones legislativas. Tras finalizar el asueto, el Ministerio de Transporte y Obras Públicas admitió que se trata de campaña electoral y anunció su retiro, puesto que está prohibido colocar publicidad electoral en espacios públicos. Ante los abusos de poder, Noboa ha sido criticado por la opinión pública y varios de los candidatos presidenciales, ganándose las denuncias de Henry Cucalón, candidato del Movimiento Construye; y Luis Felipe Tillería, de Avanza. Tras dichas denuncias, Noboa ha intentado mediante decreto presidencial, encargar la presidencia a su secretaria, Cynthia Gellibert, a quien hace apenas unos días nombró vicepresidenta en reemplazo de Verónica Abad (cuyo nombramiento es inconstitucional), del 9 al 12 de enero; alegando «motivos de fuerza mayor»; aunque en realidad tomó la licencia para realizar su campaña. Sin embargo, esto motivó a una nueva denuncia contra Noboa, por parte del candidato presidencial de Unidad Popular, Jorge Escala. Además, el legislativo desconoció el decreto de Noboa, afirmando su ilegalidad y reconociendo a Abad como la legítima vicepresidenta.

### Vínculos de la función electoral con el oficialismo
En enero de 2024, Kar Atamaint, hermano de la presidenta del Consejo Nacional Electoral (CNE), Diana Atamaint, fue nombrado como ministro de la Agencia Consular del Ecuador en Queens (Nueva York), por «pedido» del presidente Daniel Noboa, siendo esto reconocido por la canciller Gabriela Sommerfeld. Debido a que Kar Atamaint no tiene carrera diplomática, dicho nombramiento ha sido denunciado como cuota política. Además de ello, la concejera del CNE, Elena Nájera, ha denunciado que Diana Atamaint, el vicepresidente del CNE, Enrique Pita y la concejera Esthela Acero, han cooptado las delegaciones provinciales electorales y juntas provinciales electorales, bajo infuencias del oficialismo.
Para abril de 2024, el Movimiento Construye denunció persecución política, por parte del gobierno de Noboa, puesto que el juez del Tribunal Contencioso Electoral (TCE), Ángel Torres, quien ordenó la cancelación de dicho del registro de organizaciones políticas. Tras dicha maniobra política, el yerno de Torres, fue nombrado director provincial del movimiento oficialista Acción Democrática Nacional en Loja, por lo que Construye anunció que demandaría al juez Torres por tráfico de influencias. Días después, el pleno del TCE decidió dar paso a la apelación presentada por el movimiento, habilitándolo nuevamente.
El 17 de marzo de 2025, tras la prohibición del uso de celulares al momento de sufragar, la concejera Elena Nájera nuevamente señaló que la mayoría del CNE, «recibe órdenes y directrices de Carondelet (el palacio presidencial)», resaltando además del nombramiento del hermano de la presidenta del CNE como cónsul en Queens, los grandes contratos de las barcazas, durante la 
crisis energética de 2024 con familiares del vicepresidente del CNE, Enrique Pita y los vínculos del concejero José Cabrera, con el Partido Social Cristiano, tienda política que anunció su respaldo a Noboa en el balotaje.

## Resultados
|  | 44,17 % |

|  | 55,63 % |

|  | 44,00 % |

|  | 44,37 % |

|  | 5,25 % |

|  | 2,69 % |

|  | 0,71 % |

|  | 0,53 % |

|  | 0,40 % |

|  | 0,39 % |

|  | 0,36 % |

|  | 0,32 % |

|  | 0,26 % |

|  | 0,22 % |

|  | 0,22 % |

|  | 0,18 % |

|  | 0,17 % |

|  | 0,12 % |

|  | 100 % |

|  | 100 % |

## Reacciones

### Nacionales
La candidata de la alianza RC - RETO, Luisa González en la noche de las elecciones desde Quito dijo no reconocer los resultados preliminares publicados por el CNE de las elecciones y denuncio irregularidades en el proceso electoral.Sin embargo varias autoridades locales de la RC reconocieron el triunfo de Daniel Noboa; como el alcalde de Guayaquil Aquiles Alvarez, el alcalde de Quito Pabel Muñoz, las prefectas del Guayas Marcela Aguiñaga y la prefecta de Pichincha Paola Pabón.Posteriormente el Movimiento RETO publicó un comunicado donde también reconoció el triunfo de Noboa.

### Internacionales
- Paraguay: El presidente Santiago Peña, a través de una llamada telefónica, felicitó a Noboa por su reelección y destacó la jornada electoral democrática.[132]
- Estados Unidos: El presidente Donald Trump felicitó a Noboa a través de un mensaje en la red social Truth Social y acotó que «será un gran líder para el maravilloso pueblo ecuatoriano».[133] Lo propio también hizo el Secretario de Estado, Marco Rubio, quien a través de una llamada telefónica felicitó a Noboa.[134]
- Perú: El gobierno de Dina Boluarte, tras conocerse los resultados de las elecciones, reafirmó que continuará «fortaleciendo los lazos de hermandad» con Ecuador. [135]
- Argentina: El presidente Javier Milei, a través de un comunicado del Ministerio de Relaciones Exteriores, felicitó a Noboa por su victoria y al «pueblo ecuatoriano por su compromiso con la democracia y las instituciones republicanas».[136]
- Francia: El presidente Emmanuel Macron envió «calurosas» felicitaciones a Noboa y declaró que sus «mejores deseos de éxito acompañan al pueblo ecuatoriano».[137]
- Unión Europea: La UE, que contribuyó con un grupo de observadores electorales, felicitaron a Noboa y destacaron la organización ordenada de las elecciones.[138]
- Colombia: El presidente Gustavo Petro declaró que «no podía reconocer los resultados de las elecciones» y cuestionó las irregularidades del proceso electoral.[139]
- Chile: El presidente Gabriel Boric felicitó a Noboa por su reelección y también destacó la participación de la candidata Luisa González.[140]
- Venezuela: El presidente Nicolás Maduro, reelegido recientemente en las cuestionadas elecciones presidenciales de Venezuela de 2024, cuestionó el triunfo de Noboa y se refirió al proceso electoral como un «fraude horroroso».[141]
  - Por otra parte, la líder de la oposición venezolana, María Corina Machado, y el presidente electo en las elecciones de 2024, Edmundo González, felicitaron a Noboa por su reelección. Ambos declararon que fue un «triunfo de la democracia».[142]
- Brasil: El presidente Luiz Inácio Lula da Silva envió un saludo a Noboa tras su triunfo electoral. Además acotó que «Brasil seguirá trabajando con Ecuador en defensa del multilateralismo, la integración sudamericana y el desarrollo sostenible de la Amazonía».[143]
- México: La presidenta Claudia Sheinbaum declaró que México «no retomará las relaciones diplomáticas con Ecuador mientras Noboa sea presidente», las cuales se rompieron luego del asalto a la embajada de México en Ecuador en abril de 2024, con el fin de arrestar al exvicepresidente Jorge Glas.[144]
- España: El presidente del gobierno español Pedro Sánchez, a través de un comunicado del Ministerio de Asuntos Exteriores, felicitó a Noboa y celebró el desarrollo pacífico de las elecciones.[145]
- Uruguay: El presidente Yamandú Orsi reconoció la victoria de Noboa, saludó al pueblo ecuatoriano y acotó que «hay mucho para trabajar juntos».[146]
- Ucrania: El presidente Volodímir Zelenski, a través de redes sociales, felicitó a Noboa por su triunfo. Además elogió la amistad entre ambos países y su deseo de fortalecer relaciones diplomáticas.[147]
- Guatemala: El presidente Bernardo Arévalo expresó sus felicitaciones al presidente Noboa por su triunfo en las elecciones. También le deseó «lo mejor» para este nuevo periodo presidencial.[148]
- Nicaragua: El gobierno de Daniel Ortega y su esposa Rosario Murillo no reconoció los resultados de las elecciones en Ecuador, denunciando «fraude y violencia política». Además acusaron a Noboa de liderar una «dictadura».[149]
- Rusia: El presidente Vladímir Putin, a través de un mensaje a la embajada de Rusia en Ecuador, felicitó a Noboa por su triunfo y expresó su confianza en el desarrollo continuo de las relaciones de ambos países.[150]
- China: El gobierno felicitó a Noboa oficialmente por su reelección como presidente a través del Ministerio de Relaciones Exteriores.[151]
- Honduras: La presidenta Xiomara Castro felicitó a Noboa por su reelección y anunció que se restablecer relaciones entre las naciones buscando un acercamiento.[152]
- Panamá: El gobierno de Panamá y el presidente José Raúl Mulino felicitaron la reelección de Noboa, expresando que los resultados demuestra una confianza en la visión del mandatario.[153]